# Wilpena Pound
Wilpena Pound är ett bergsområde som ser ut som en  amfiteater från ovan i Australien. Den ligger i delstaten South Australia, omkring 370 kilometer norr om delstatshuvudstaden Adelaide.
Trakten runt Wilpena Pound är nära nog obefolkad, med mindre än två invånare per kvadratkilometer.. 
Omgivningarna runt Wilpena Pound är i huvudsak ett öppet busklandskap. Genomsnittlig årsnederbörd är 360 millimeter. Den regnigaste månaden är februari, med i genomsnitt 76 mm nederbörd, och den torraste är oktober, med 5 mm nederbörd.